# La Cala (Las Rotas)
La playa de La Cala de Denia (Alicante, España) es una pequeña cala, de unos 150 m de extensión, situada al final de la Ctra. de Les Rotes.
Una vez allí es necesario continuar un camino a pie (señalizado) y a escasos metros se encuentra esta cala. También se la conoce por la 'Cala de Aigua Dolç' o 'Cala de Agua Dulce'.
La Cala pertenece a la Reserva Marina del Cabo de San Antonio y posee los certificados ISO 9001 E ISO 14001. Además, tiene la calificación de "Lugar de interés comunitario", como Microreserva de flora en el fondo marino. 
La cala es nudista y cuenta con servicios de vigilancia y limpieza. También se puede practicar el buceo si se solicita permiso.